# Reinhold Platz

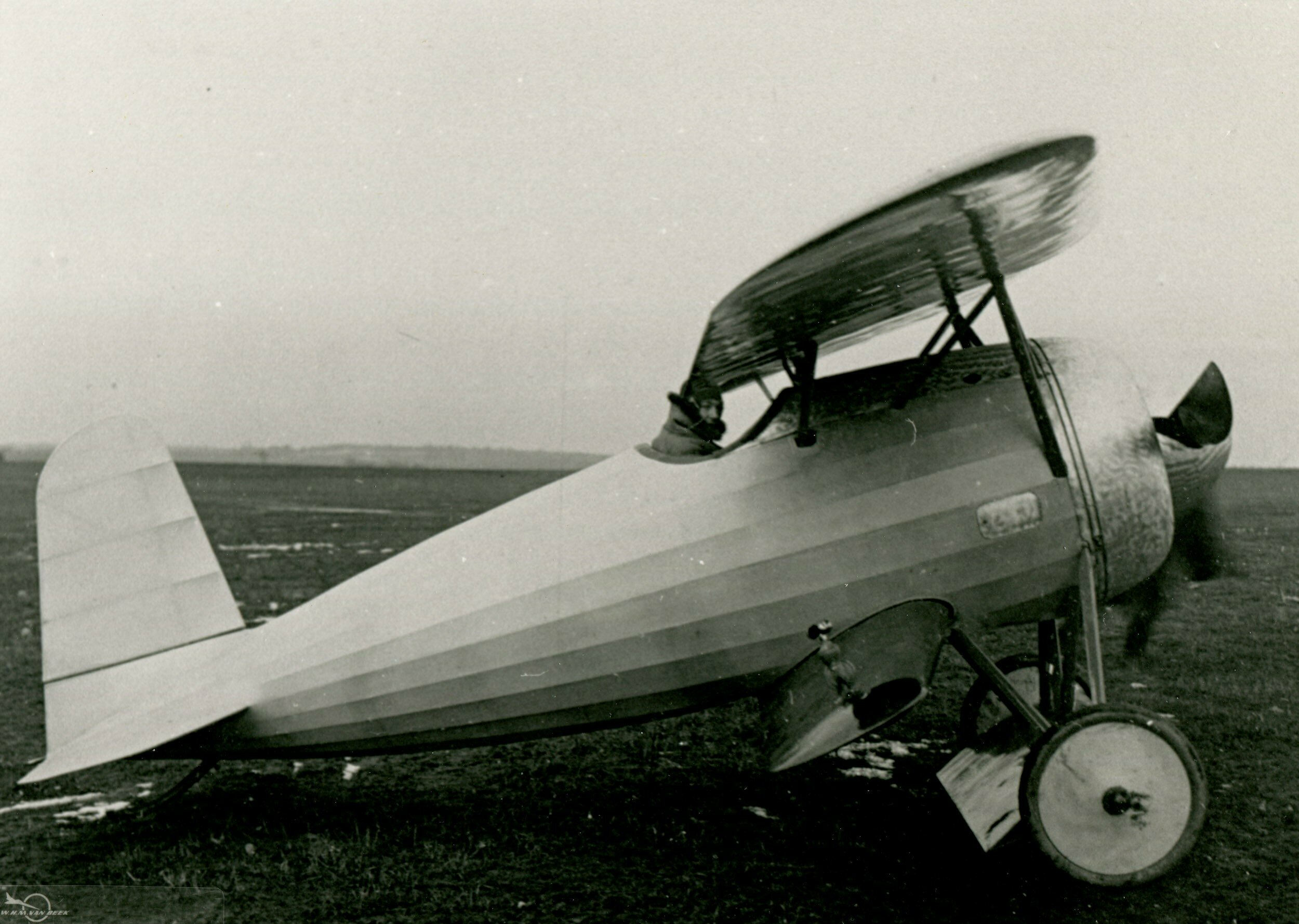
Fokker V.1 (1916)

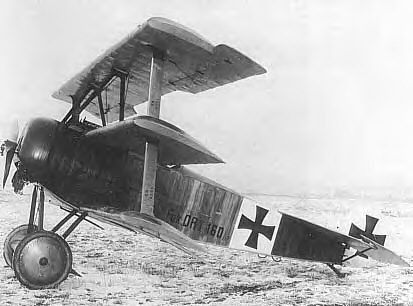
Fokker Dr.I (1917)

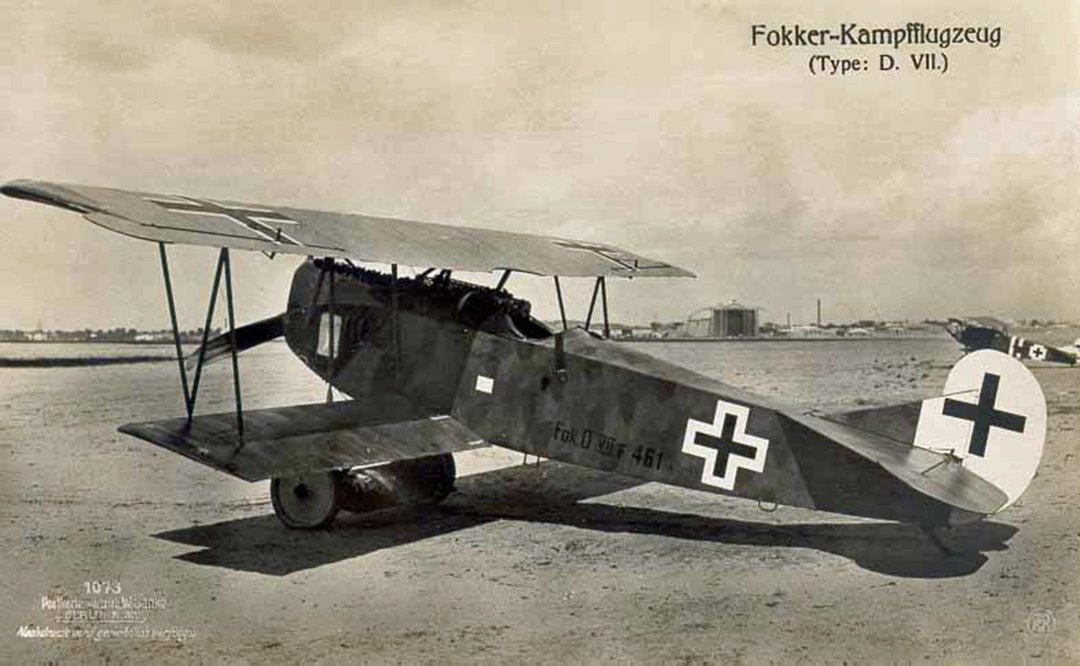
Fokker D.VII (1918)

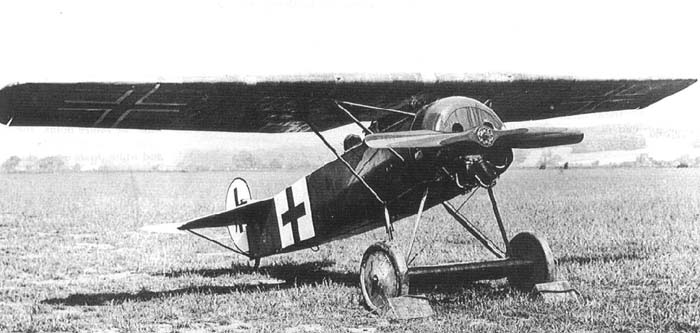
Fokker D.VIII (1918)

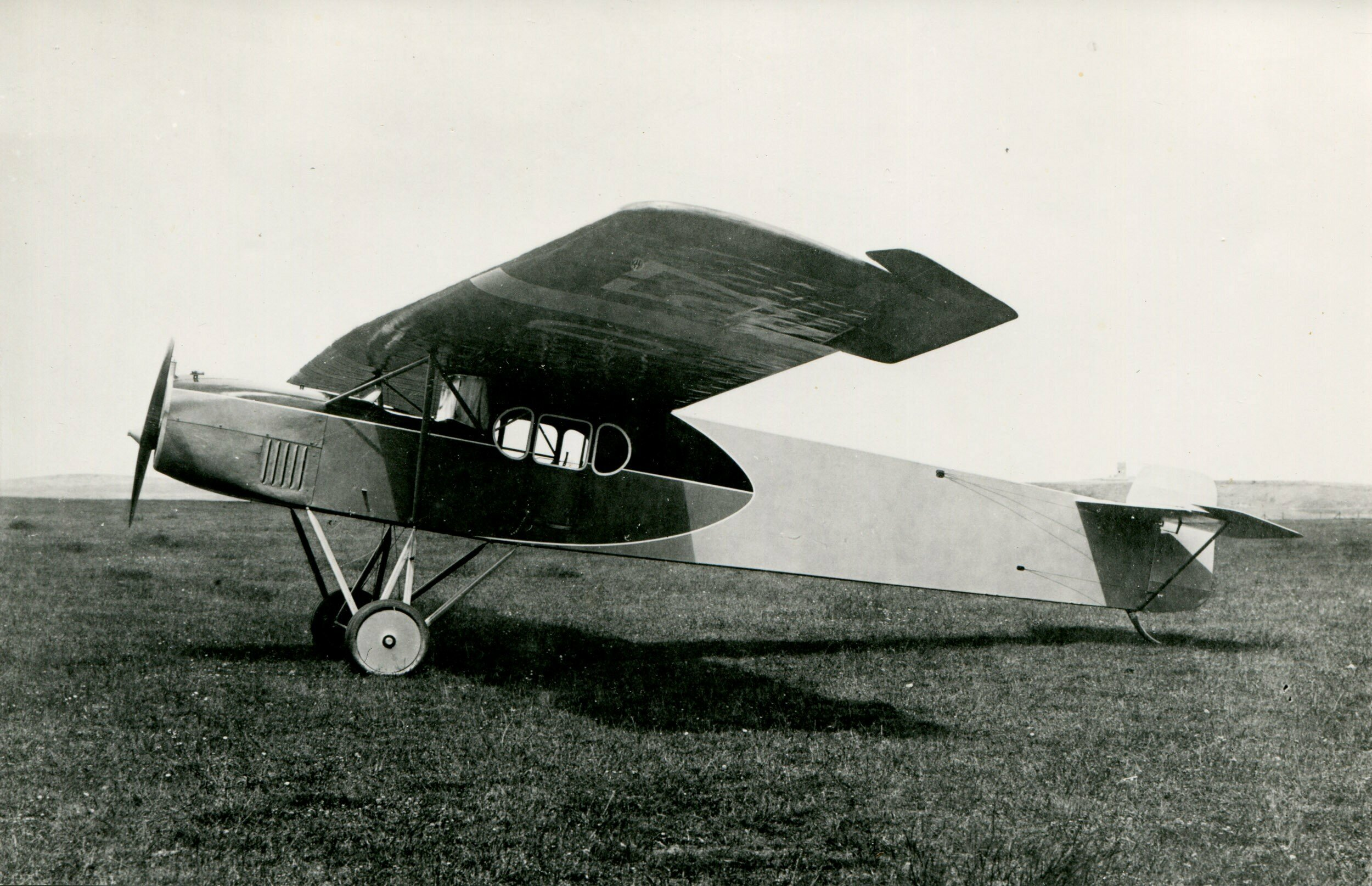
Fokker F.II (1919)

Reinhold Platz (* 16. Januar 1886 in Cottbus; † 15. September 1966 in Ahrensburg) war ein deutscher Schlosser, Flugzeugkonstrukteur und leitender Mitarbeiter der Fokkerwerke.

## Leben
Wilhelm Reinhold Platz kam 1886 als jüngstes von sieben Kindern des Cottbuser Steinmetz’ Ewald Platz und seiner Frau Ida zur Welt. Er besuchte von 1892 bis 1900 die Volksschule in Cottbus und Berlin.
Während und nach der Schulzeit arbeitete er als Laufbursche und Hilfskraft in verschiedenen Betrieben.

### Schlosser und Schweißer
Ab 1903 war Platz als Hilfsarbeiter in der Schlosserei und Schmiede der Sauerstofffabrik Berlin beschäftigt. Dort führte Edmond Fouché 1905 das Autogenschweißen ein. Platz schaute den Schweißern über die Schulter und erlernte die Technik in seiner Freizeit. Die Firmenleitung erkannte offenbar das Interesse und seine Geschicklichkeit und förderte ihn. Allerdings war Platz bald so gut, dass er im Auftrag der Sauerstofffabrik als Lehrschweißer in Russland, in der Schweiz und in Deutschland bei verschiedenen Firmen die neue Schweißtechnik vorführte.
In den Jahren 1907 bis 1909 absolvierte er seinen Militärdienst beim 1. Garde-Regiment zu Fuß in Potsdam und wurde als Unteroffizier der Reserve entlassen.
Nach seiner Militärzeit begann Platz wieder für die Sauerstofffabrik zu arbeiten. Er richtete nun Schweissanlagen in verschiedenen Firmen ein und sorgte für ihren reibungslosen Betrieb. Dabei kam er auch mit der jungen Flugzeugindustrie in Kontakt.
Elise Baltzer und Reinhold Platz heirateten am 1. April 1911 in Niederschöneweide. Ihre Tochter Johanna kam am 3. August 1912 zur Welt.
Im Sommer 1912 bewarb sich Platz in Berlin-Johannisthal bei der jungen Firma AHG Fokker Aeroplanbau. Zuerst führte Platz das Schweißen der vorher verschraubten Stahlrohrrümpfe an der Fokker Spinne ein, kurz darauf wurden auch die Karosseriebleche für die Verkleidung der Flugzeuge geschweißt.
Als Fokker 1913 nach Schwerin umzog, übernahm Platz dort die Schlosserei und Schweißerei als Meister, seine Hauptaufgaben waren die Entwicklung neuer Schweißkonstruktionen und die Ausbildung von Schweißern (während des Ersten Weltkrieges bildete er auch Frauen in diesem Beruf aus).
Mit dem leitenden Ingenieur Martin Kreutzer arbeitete er in der Versuchsabteilung.

### Flugzeugkonstrukteur
Am 27. Juni 1916 stürzte Kreutzer bei einem Erprobungsflug mit einer Fokker D.I ab und starb einen Tag später. Fokker testete kurz hintereinander neue Ingenieure, war mit den Ergebnissen aber nicht zufrieden. Da bot sich Platz als Chefkonstrukteur an. Fokker überlegte nicht lange und sagte zu. Zuerst schloss Platz die Konstruktion der noch von Kreutzer entwickelten Fokker D.V ab und beschäftigte sich mit verschiedenen Festigkeitsrechnungen. Bereits Ende 1916 entstand mit der Fokker V.1 sein erstes Flugzeugmuster.
Ähnlich wie sein Arbeitgeber Fokker besaß Platz keine theoretischen Vorkenntnisse im Flugzeugbau. Für Flugzeuge, die Platz für Fokker entwickelte, existierten nur Skizzen auf Millimeterpapier, aber keine Konstruktionszeichnungen, diese wurden erst vor der Abnahme durch die Prüfkommission angefertigt.
Unter der Leitung von Reinhold Platz entstanden bis 1920 über 40 verschiedene Flugzeugmuster, darunter Anfang 1917 der durch Manfred von Richthofen bekannt gewordene Dreidecker Fokker Dr.I, weitere bedeutende Entwürfe waren die Fokker D.VII und die Fokker D.VIII. 1918 wurde Platz Leiter des Flugzeugwerks in Schwerin, das nach dem Krieg in Schweriner Industriewerke umbenannt wurde. Anfangs wurden Boote, Waagen und Bettgestelle hergestellt, später entstanden dort die ersten Fokker-Verkehrsflugzeuge F.II und F.III.
Nach der Liquidation der Schweriner Industriewerke und seiner Übersiedelung nach Holland 1921 übernahm Platz die Leitung der Fokkerwerke in Veere und war auch hier an der Entwicklung von verschiedenen Flugzeugtypen beteiligt.
1922 beschäftigte er sich privat mit der Entwicklung eines Gleiters. Platz wurde 1924 zum Technischen Direktor der Fokkerwerke Amsterdam ernannt, wo er bis zu seiner Trennung von Fokker im Jahr 1931 arbeitete.

### Bauaufsichtsführer
Nach einem längeren Erholungsaufenthalt in Schwerin begann Platz 1934 für das Reichsluftfahrtministerium zu arbeiten. Dort war er bis 1939 für Heinkel und Arado, im Jahr 1940 für Dornier und von 1941 bis zum Kriegsende für Henschel, Arado, Volkswagen und andere Firmen als Bauaufsichtsführer zuständig. 1938 wurde er zum Oberstingenieur befördert und war auch kommissarischer Beauftragter für die Fertigung der Fieseler Fi 103.

### Nach 1945
Zum Ende des Krieges wohnte Reinhold Platz mit seiner Familie in Schöneiche bei Berlin, von dort flüchtete er über Warnemünde nach Büdelsdorf bei Rendsburg. Reinhold Platz arbeitete bis zum Rentenbeginn als Angestellter einer Werft am Audorfer See, in seiner Freizeit entwickelte er noch verschiedene zivile Patente.